# Luis Ocaña
Jesús Luis Ocaña Pernía (* 9. Juni 1945 in Priego, Provinz Cuenca; † 19. Mai 1994 in Mont-de-Marsan) war ein spanischer Radrennfahrer. 1970 gewann er die Vuelta a España und 1973 die Tour de France. Weil er unheilbar erkrankt war, nahm er sich 1994 das Leben.

## Biographie

### Sportliche Laufbahn
Luis Ocaña wurde als Sohn eines Waldarbeiters in Kastilien geboren; als er sechs Jahre alt war, zog seine Familie nach Frankreich, wo er aufwuchs und den Beinamen Der Spanier von Mont-de-Marsan erhielt.
Gefördert wurde sein Talent durch den ehemaligen Radsportler und Tour-de-France-Sieger Antonin Magne. Bereits als Amateur bewies er seine Stärke als Zeitfahrspezialist, als er 1965 den zweiten Platz beim Grand Prix de France, 1966 den zweiten und 1967 den ersten Platz beim Grand Prix des Nations Espoirs belegte.
1968 wurde Ocaña Profi, fuhr zuerst im spanischen Radsportteam Fagor-Fargas, später in der französischen Bic-Mannschaft, dann wieder in Spanien für Super Ser. Legendär wurde der „spanische Merckx“ (Zitat der damaligen spanischen Sportpresse) neben seinem Tour-de-France-Sieg 1973 auch durch das Pech bei der Tour de France 1971. Er führte das Gesamtklassement bereits mit mehr als acht Minuten gegenüber seinem ständigen Rivalen Eddy Merckx an, ehe er auf der 14. Etappe von Revel nach Bagnères-de-Luchon so schwer stürzte und sich lebensgefährlich verletzte, dass er die Tour beenden musste. Nach dem Ende dieser Etappe weigerte sich Merckx, das Gelbe Trikot anzunehmen. Ungeachtet dieser Geste blieb die Rivalität im Rennen, aber auch außerhalb, indem vor allem Merckx den mental eher fragilen Ocaña auch psychologisch befehdete.  Bei der Tour de France 1977 wurde Ocaña wegen des Dopings mit Pemolin einen Monat (auf Bewährung) gesperrt, erhielt zehn Strafminuten und musste 1000 Schweizer Franken Strafe bezahlen.
Insgesamt 18 mal startete Ocaña zwischen 1968 und 1977 bei den großen Landesrundfahrten. 1970 siegte er bei der Vuelta a España und gewann über die Jahre insgesamt sechs Etappen. 1973 gewann er die Tour de France in Abwesenheit von Merckx und entschied insgesamt neun Etappen der Tour für sich. Drei Mal – 1970, 1972 und 1973 – gewann er das Critérium du Dauphiné, 1971 und 1973 die Baskenland-Rundfahrt sowie 1969 und 1973 die Setmana Catalana de Ciclisme. 1971 siegte er bei der Katalonien-Rundfahrt.
1977 beendete Luis Ocaña seine aktive Sportkarriere.

### Berufliches
Im selben Jahr zog Ocaña mit seiner Familie auf ein Weingut in Caupenne-d’Armagnac und beschäftigte sich mit Arbeiten im Weinberg; ein Jahr lang verließ er das Gut nicht. 1983 wurde er Sportdirektor des kolumbianischen Radsportverbandes, anschließend des spanischen Teams Teka. Diese Tätigkeit endete in einem heftigen öffentlichen Streit.
Er wechselte 1985 zum französischen Team Fagor und während der Vuelta a España 1985 versuchte er, das Auto eines anderen Sportdirektors, José Miguel Echavarri (ein ehemaliger Teamkamerad von ihm), zu rammen. Weitere Engagements als Sportdirektor blieben erfolglos. Von 1991 bis 1994 arbeitete er als Kommentator eines spanischen Fernsehsenders. Daneben entwickelte er sich zu einem engagierten Parteigänger des rechtsextremen Politikers Jean-Marie Le Pen, für den er vergebens bei seinen Radsportfreunden warb.

### Unfälle und Tod
Als Besucher der Tour de France 1979 wurde Luis Ocaña in einen schweren Autounfall verwickelt, bei dem sein Auto von der Straße abkam und in eine Schlucht stürzte. Er lag im Koma, erlitt multiple Frakturen und hatte seitdem auf einem Auge nur verminderte Sehschärfe. 1983 kollidierte sein Auto mit einem Lastwagen, und er lag mehrere Wochen im Krankenhaus von Mont-de-Marsan.
Vermutlich erhielt er im Zuge dieser Unfälle eine verseuchte Bluttransfusion, in deren Folge er an Hepatitis C und Leberkrebs erkrankte. Schon vor diesen Erkrankungen war Ocaña für seine extremen Stimmungsschwankungen und seine teils aggressiven Handlungen bekannt, die sich nun zu starken Depressionen verstärkten, auch vor dem Hintergrund finanzieller Probleme aufgrund einer Missernte im Weingut.
Kurz vor Beginn der Tour 1994 unternahm der 48-Jährige am 19. Mai in seiner Finca in Südfrankreich einen Selbstmordversuch mit einer Schusswaffe.
Drei Stunden später wurde im Krankenhaus von Mont-de-Marsan sein Tod festgestellt. Die Trauerfeier, an der auch Merckx teilnahm, fand in der Rennfahrerkapelle Notre-Dame des Cyclistes in Labastide-d’Armagnac statt, wo Ocaña und seine Frau 30 Jahre zuvor geheiratet hatten; der ehemalige Rennfahrer Henry Anglade fertigte ein Bleiglasfenster zur Erinnerung an Ocaña für die Kapelle an. Der Tour-Direktor Jean-Marie Leblanc zog das Fazit, Ocañas Leben sei „dramatisch“ gewesen, weshalb dieser auch ein dramatisches Ende gewählt habe.

### Privates
Am 24. Dezember 1966 heiratete Luis Ocaña seine Frau Josiane, mit der er zwei Kinder (geboren 1968 und 1970) hatte.

## Erfolge (Auswahl)

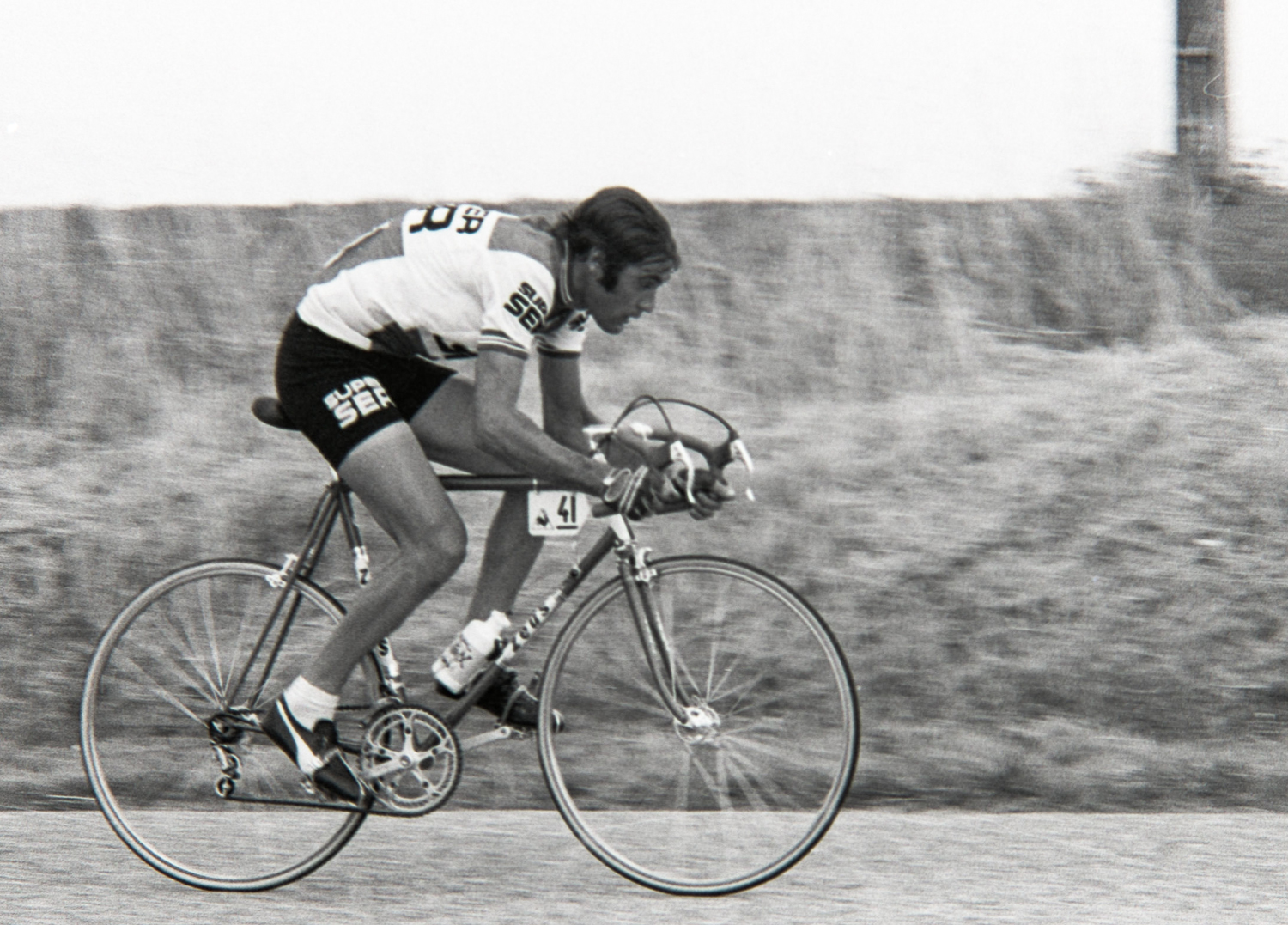
Ocaña bei der Tour de France 1976

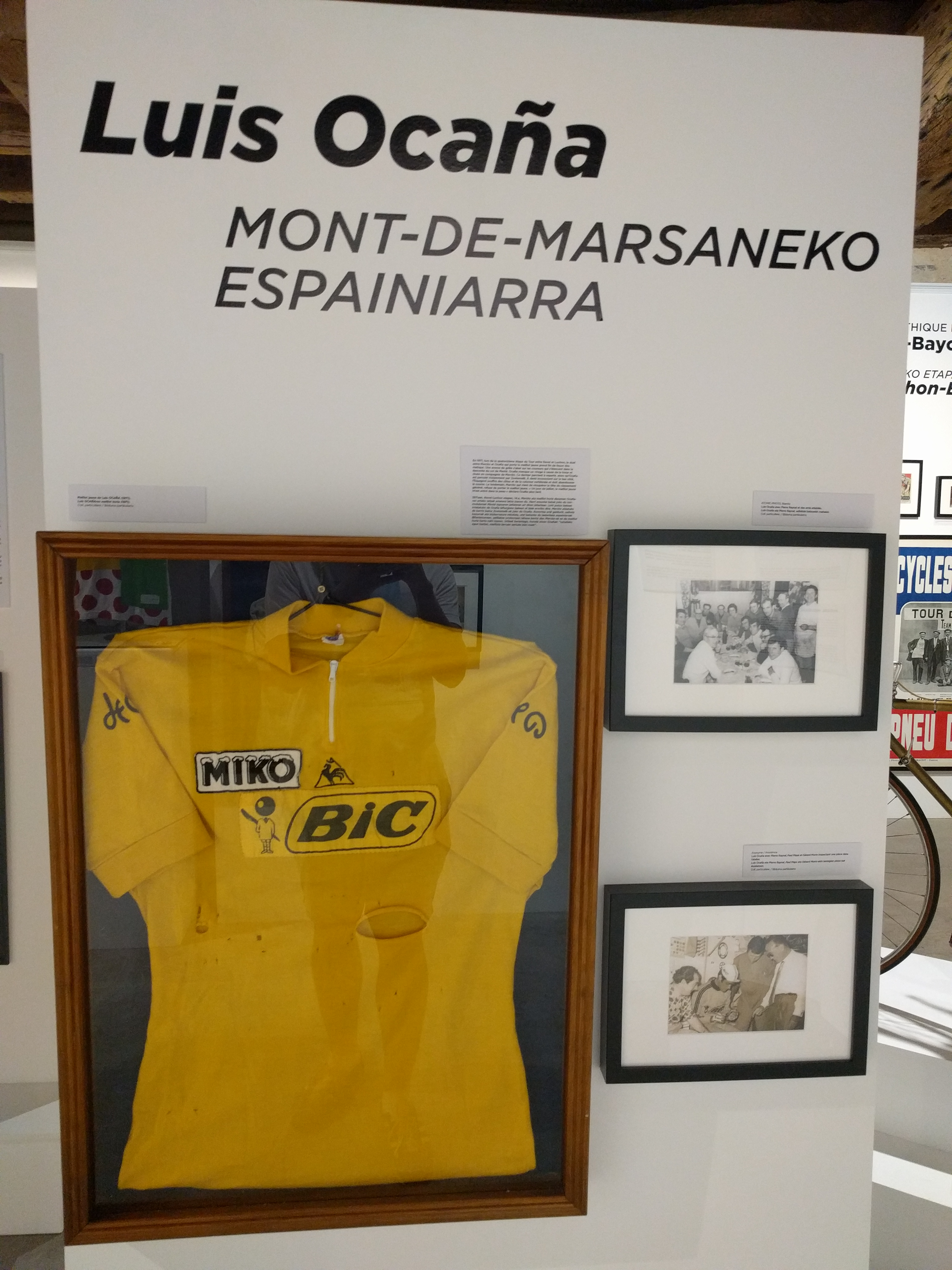
Gelbes Trikot von Ocaña, Tour de France 1973

1968
- drei Etappen Ruta del Sol
- Spanischer Meister – Straßenrennen

1969
- drei Etappen und Bergwertung Vuelta a España
- Grand Prix Midi Libre
- Gesamtwertung und eine Etappe Vuelta a La Rioja
- eine Etappe Baskenland-Rundfahrt
- Setmana Catalana de Ciclisme

1970
- Gesamtwertung, Prolog und eine Halbetappe Vuelta a España
- Gesamtwertung und eine Halbetappe Critérium du Dauphiné Libéré
- eine Halbetappe Setmana Catalana de Ciclisme
- eine Etappe Tour de France
- Mannschaftszeitfahren und eine Halbetappe Katalonien-Rundfahrt

1971
- eine Etappe Vuelta a España
- Arrateko Igoera
- Gesamtwertung und eine Etappe Baskenland-Rundfahrt
- eine Etappe Setmana Catalana de Ciclisme
- zwei Etappen Tour de France
- Gesamtwertung und eine Halbetappe Katalonien-Rundfahrt
- Grand Prix des Nations
- Trofeo Baracchi (mit Leif Mortensen)
- Gran Premio di Lugano

1972
- Gesamtwertung und zwei Etappen Critérium du Dauphiné Libéré
- Spanischer Meister – Straßenrennen

1973
- Gesamtwertung und eine Etappe Critérium du Dauphiné Libéré
- Gesamtwertung und eine Halbetappe Setmana Catalana de Ciclisme
- Gesamtwertung und eine Halbetappe Baskenland-Rundfahrt
- Gesamtwertung und fünf Etappen Tour de France
- eine Halbetappe und Bergwertung Katalonien-Rundfahrt

1975
- eine Etappe Vuelta a La Rioja
- eine Etappe Ruta del Sol

## Grand-Tour-Platzierungen
| Grand Tour            | 1968 | 1969 | 1970 | 1971 | 1972 | 1973 | 1974 | 1975 | 1976 | 1977 |
| --------------------- | ---- | ---- | ---- | ---- | ---- | ---- | ---- | ---- | ---- | ---- |
| Vuelta a EspañaVuelta | DNF  | 2    | 1    | 3    | –    | 2    | 4    | 4    | 2    | 22   |
| Giro d’ItaliaGiro     | 32   | –    | –    | –    | –    | –    | –    | –    | –    | –    |
| Tour de FranceTour    | –    | DNF  | 31   | DNF  | DNF  | 1    | –    | DNF  | 14   | 25   |